# 康卡勒
康卡勒（法語：Cancale，法語發音：[kɑ̃kal]）是法国伊勒-维莱讷省的一个市镇，位于该省北部，大西洋海滨，属于圣马洛区。

## 地理
康卡勒（48°40'36"N, 1°51'7"W）面积12.61 平方千米，位于法国布列塔尼大區伊勒-维莱讷省，该省份为法国西北部沿海省份，位于布列塔尼半岛东部，北濒大西洋，西接阿摩尔滨海省和莫尔比昂省，南至大西洋卢瓦尔省，西南端接曼恩-卢瓦尔省，东临马耶讷省，东北与芒什省接壤。
与康卡勒接壤的市镇（或旧市镇、城区）包括：圣库隆、圣梅卢瓦德松德。

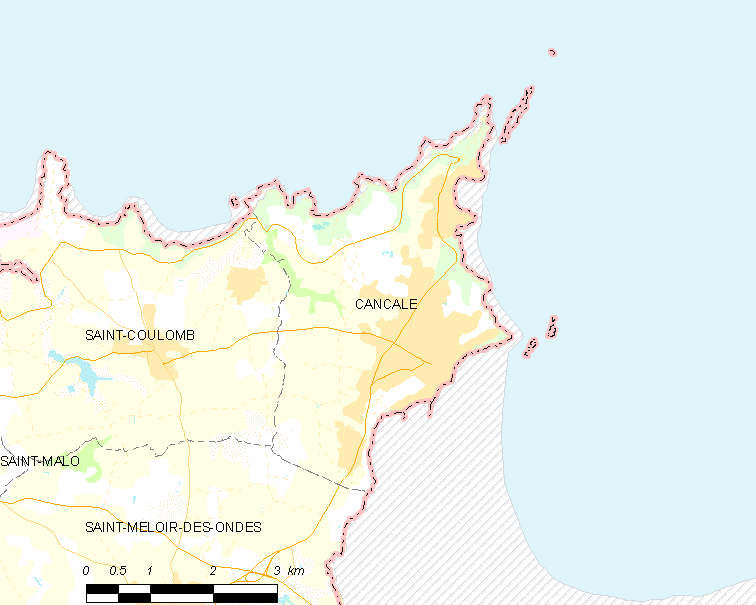
康卡勒的OSM定位图

康卡勒的时区为UTC+01:00、UTC+02:00（夏令时）。

## 行政
康卡勒的邮政编码为35260，INSEE市镇编码为35049。

## 政治
康卡勒所属的省级选区为圣马洛第一县。

## 人口

1962-2008年间康卡勒人口变化图示

康卡勒于2022年1月1日时的人口数量为5554人。